# Florence Bell (Biochemikerin)
Florence Ogilvy Bell, später Florence Sawyer, (* 1. Mai 1913 in London; † 23. November 2000 in Hereford) war eine britische Biophysikerin und Biochemikerin, die frühe Beiträge zur Aufklärung der DNA-Struktur leistete. Sie wirkte als Röntgenstrukturanalystin im Labor von William Astbury. 1938 veröffentlichte sie zusammen mit Astbury in Nature einen Artikel, in dem sie die DNA-Struktur als „Pile of Pennies“, als „Stapel von Pennymünzen“ qualifizierte. Florence Bell wurde in der wissenschaftshistorischen Literatur nach Rosalind Franklin als die andere Dark Lady of DNA qualifiziert.

## Leben und Werk

### Ausbildung
Florence Ogilvy Bell wurde als zweite Tochter des Fotografen und späteren Werbefachmanns Thomas Bell und dessen Frau Annie Mary Lucas in London geboren. Sie wuchs in London auf und besuchte die Haberdashers’ Aske’s School for Girls in Acton. Von 1932 bis 1935 studierte sie Naturwissenschaften am Girton College in Cambridge. Hier konzentrierte sie ihre Ausbildung auf die Fächer Physik, Chemie und Mineralogie. Insbesondere wurde sie hier von John Desmond Bernal in die Röntgenstrukturanalyse von biologischen Molekülen eingeführt. Sie wechselte an die University of Manchester, wo sie mit Lawrence Bragg in der Röntgenstrukturanalyse von Proteinen zusammenarbeitete.
1937 fragte William Astbury bei Lawrence Bragg nach einem guten Röntgenstrukturanalysten. Bragg empfahl Florence Bell als „exzellente Kandidatin“. Im selben Jahr wechselte Bell an Astburys Institut an der University of Leeds. Ihre anfängliche Arbeit umfasste die Strukturdarstellung von Protein-Multilayern mittels der Röntgenstrukturanalyse. Nachdem Astburys Labor in Leeds Proben hochgereinigter DNA erhalten hatte, gab Astbury Florence Bell die Aufgabe, als zweiten Teil ihrer Promotion, die Struktur der DNA zu untersuchen. Florence Bell erhielt für diese Arbeit den Ph.D. Ihr wissenschaftliches Notizbuch und ihre Arbeit werden in einer Spezialsammlung an der Universität Leeds aufbewahrt.

### Die Forschungen von Florence Bell
William Astburys ursprüngliche wissenschaftliche Aufgabenstellung für Florence Bell umfasste ein Thema zur Physik von Textilien. Hier hatte man bei Streckung von Wolltextilien eine Veränderung der Keratinstruktur von der Alpha- in die Betaform festgestellt. Noch 1939 hielt Florence Bell während einer Konferenz des Physik-Institutes der Universität Leeds einen Vortrag über die Physik von Textilien. 1937 kam bei Bells Betreuer Astbury das Interesse an der DNA als Forschungsobjekt auf. Er wies Florence Bell an, sich mit diesem biologischen Molekül zu beschäftigen. Bell entwickelte ein Verfahren der Streckung der Fasern und konnte so getrocknete Filme gereinigter DNA herstellen. Sie erstellte Röntgenbeugungsfotos dieser Präparate, die klarer die Struktur der DNA darstellten als alle früheren Verfahren. Ihre Arbeit zeigte, dass die DNA eine regelmäßige, geordnete Struktur mit einer Periodizität von 3,3 bis 3,4 Å entlang der Achse aufwies. Bell untersuchte Nukleinsäuren der Hefe, der Bauchspeicheldrüse, des Tabakmosaikvirus und von Kalbsthymus. Sie erkannte, dass „die Anfänge des Lebens eindeutig mit der Wechselwirkung von Proteinen und Nukleinsäuren verbunden sind“. Bell und Astbury veröffentlichten 1938 eine Röntgenstudie über DNA, in der die Nukleotide als „Pile of Pennies“ beschrieben wurden. Astbury präsentierte Bells Arbeit im Cold Spring Harbor Laboratory in den USA. Zu diesem Zeitpunkt war Bell und Astbury nicht bewusst, dass die DNA unter Feuchtigkeit ihre A-Konformation in eine B-Konformation ändert. Entsprechend sind Bells Aufnahmen verschwommener als spätere Aufnahmen von Raymond Gosling um 1952. Die Röntgenuntersuchungen von biologischen Makromolekülen durch Bell und Astbury wurden in Konferenzberichten wie „X-ray and the Stoichiochemistry of Proteins“, „An X-ray Study of Thymonucleic Acid“ und „Optical and X-ray Examination and Direct Measurement of Built-up Protein Multilayers“ veröffentlicht.

### Der Zweite Weltkrieg und was folgte
Während des Zweiten Weltkrieges wurde Florence Bell als Funkerin zur Women’s Auxiliary Air Force eingezogen. Die Universität von Leeds und William Astbury kämpften darum, Bell zurück ins Labor zu holen und ihre Stelle dort offen zu halten. Aber Florence Bell hatte sich in den amerikanischen Soldaten Captain James Herbert Sawyer verliebt. Sie schrieb an Astbury und die Universität Leeds, dass sie heiraten und in die USA ziehen werde. Bell und Sawyer heirateten am 21. Dezember 1942 in der St. Mary's Church in Ambleside. Anschließend zog Florence Bell mit ihrem Ehemann in die Staaten. Sie nahm zunächst eine Stelle bei der British Air Commission in Washington D.C. an. Später arbeitete sie als Industriechemikerin für die Magnolia Petroleum Company in Beaumont (Texas), Texas. Florence Bell starb am 23. November 2000 in Hereford.

## Würdigung
Florence Bells DNA-Forschungen zeigten, dass die DNA eine regelmäßige, geordnete Struktur aufwies, die mit Hilfe röntgenkristallographischer Methoden untersucht werden konnte. Wenn auch einige Merkmale von Bells DNA-Modell sich als nicht korrekt erwiesen, so hatte sie jedoch den Grundstein für spätere Forschungsarbeiten von Maurice Wilkins, Rosalind Franklin und Raymond Gosling gelegt. Weiterhin versorgte sie James Watson und Francis Crick mit ihrer Schlüsselmessung des Abstandes von zwei benachbarten Basen, als diese begannen, ihr DNA-Modell zu konstruieren. Darüber hinaus muss erwähnt werden, dass Florence Bell ihre DNA-Forschungsarbeiten zu einer Zeit durchführte, als die meisten Forscher noch annahmen, Proteine seien für die Vererbung verantwortlich und der DNA komme in diesem Prozess nur eine strukturelle Bedeutung auf der Basis von monotonen Basensequenzen zu.
Florence Bell wurde mit einem biografischen Artikel in der Oxford Dictionary of National Biography gewürdigt.